# Andy Cowell
Andy Cowell (Blackpool; 12 de febrero de 1969) es un ingeniero británico. Actualmente se desempeña como director ejecutivo y director del equipo de Fórmula 1 Aston Martin. También es miembro del IMechE y de la Real Academia de Ingeniería.

## Carrera
Cowell estudió Ingeniería Mecánica y se unió a Cosworth en su programa de posgrado y luego trabajó en distintos departamentos técnicos de la empresa antes de especializarse en el diseño y desarrollo de motores de Fórmula 1. En 1998, Cowell fue responsable del grupo de proyecto de ingeniería del innovador motor CK, que impulsó a Stewart Grand Prix a la victoria en el Gran Premio de Europa de 1999. Pasó un año en BMW, dirigiendo el grupo de ingeniería que diseñó el motor BMW-Williams de 2001.
Cowell regresó a Cosworth como ingeniero principal de diseño y desarrollo en 2001, gestionando nuevos proyectos de motores en 2001 y 2003, antes de unirse a Mercedes-Ilmor en 2004 como ingeniero principal del proyecto del motor FQ V10. Trabajó como ingeniero jefe en el proyecto de motor V8 de Ilmor antes de asumir la supervisión del liderazgo técnico y programático de todos los proyectos de motores, incluido el sistema KERS, que debutó en 2009.
Posteriormente, se desempeñó como Director de Ingeniería de Motores de Alto Rendimiento de Mercedes-Benz desde julio de 2008 hasta enero de 2013, donde responsable del liderazgo técnico y programático de todos los proyectos de motores y trenes de potencia, incluida la organización y la estrategia del grupo de ingeniería. En enero de 2013, Cowell se convirtió en el director general de Mercedes-AMG High Performance Powertrains, en sustitución de Thomas Fuhr. Fue en este rol que supervisó el desarrollo de la innovadora unidad de potencia híbrida PU106A V6; que luego impulsó con éxito el F1 W05 Hybrid ganador del campeonato de 2014 y fue considerado unánimemente como el mejor sistema de propulsión en el primer año de la era turbohíbrida.
Bajo su dirección, Mercedes-AMG High Performance Powertrains ha impulsado al equipo de fábrica de Mercedes a conseguir 12 títulos mundiales en seis años, ganando los campeonatos de pilotos y constructores en 2014, 2015, 2016, 2017, 2018, 2019 y 2020. En junio de 2020, Cowell dejó Mercedes para buscar un nuevo desafío y fue sucedido por Hywel Thomas.